# Shirley Ardell Mason
Pour les articles homonymes, voir Mason.
Shirley Ardell Mason, née le 25 janvier 1923 à Dodge Center, au Minnesota, et morte le 26 février 1998 à Lexington, au Kentucky, est une patiente américaine en psychiatrie, et artiste publicitaire, connue comme étant atteinte de trouble de la personnalité multiple, actuellement trouble dissociatif de l'identité. Sa vie est citée en 1973 dans le roman intitulé Sybil, et dans deux films éponymes réalisés en 1976 et 2007. Ces œuvres fictives font usage du pseudonyme de Sybil Dorsett Isabel afin de protéger l'identité de Mason ; le remake de 2007, néanmoins, cite le nom de Mason dans sa conclusion.

## Biographie
Mason est née et a grandi à Dodge Center, dans le Minnesota, enfant unique de Walter Mason, charpentier et architecte, et Martha Alice « Mattie » Atkinson. Concernant la mère de Mason : « ...beaucoup de gens à Dodge Center disent que « Mattie » - « Hattie » dans le roman - était bizarre », selon Bettie Borst Christensen, un ancien résident. « Elle avait un rire de sorcière... Elle ne riait pas beaucoup, mais quand elle le faisait, c'était comme un cri. » Christensen se souvient que la mère de Mason se promenait à la nuit tombée, en regardant aux fenêtres des voisins. Durant une période, la mère de Mason aurait été diagnostiquée de schizophrénie.
Au début des années 1950, Mason est enseignante suppléante, et étudiante à l'Université Columbia. Elle souffre longtemps d’« absences » ainsi que de sautes d’humeur. Elle décide finalement de commencer sa psychothérapie avec Cornelia B. Wilbur, une psychiatre freudienne. Ces séances deviennent ainsi la base de l'ouvrage.
De 1968 à 1973, elle enseigne l'art au Rio Grande College, à Rio Grande, dans l'Ohio (actuellement connue comme l'Université de Rio Grande). Certaines personnes dans la ville natale de Mason, à la lecture du roman, reconnaissent Mason sous le nom de Sybil. À ce moment-là, Mason rompt presque tous les liens avec son passé et réside désormais en Virginie-Occidentale. Elle déménage ensuite à Lexington, dans le Kentucky, où elle vit auprès de Dr Wilbur. Elle donne des cours d'art dans un collège communautaire, et tient une galerie d'art en dehors de chez elle pendant de nombreuses années,.
Wilbur détecte chez Mason un cancer du sein en 1990 ; cette dernière refuse de se soigner, tandis qu'elle est entrée en phase terminale. L'année suivante, Wilbur développe la maladie de Parkinson, et Mason emménage dans la maison de Wilbur pour prendre soin d'elle, jusqu'à sa mort en 1992. Mason décède d'un cancer du sein le 26 février 1998.

## Sybil
Le roman illustré par Flora Rheta Schreiber, intitulé Sybil, est une biographie de la vie de Mason. Le roman explique que Mason souffrait d'un trouble de la personnalité à la suite de graves abus sexuels infligés durant son enfance par sa mère que sa psychiatre, Cornelia Wilbur, soupçonnait d'être atteinte de schizophrénie. Du livre résulte un téléfilm, mettant en vedette Sally Field et Joanne Woodward en 1976. Un remake du film est réalisé en 2007, avec Jessica Lange et Tammy Blanchard dans le rôle de Sybil.

## Controverse
Le diagnostic de Mason est contesté. Le psychiatre Herbert Spiegel s'était entretenu avec Mason durant plusieurs séances tandis que Wilbur était en vacances, et a estimé que Wilbur manipulait Mason pour lui faire croire qu’elle avait plusieurs personnalités, alors que ce n’était pas le cas. Spiegel soupçonne le Dr Wilbur d’avoir médiatisé le cas de Mason pour en tirer un gain financier. Selon Spiegel, la cliente de Wilbur était une hystérique, et ne montrait aucun signe de personnalité multiple. En fait, il déclare plus tard que Mason lui aurait avoué n'avoir jamais souffert de personnalité multiple, mais affirmé que le Dr Wilbur voulait qu'elle « soit » célèbre. Le Dr Spiegel confronte le Dr Wilbur, qui lui répond que l'éditeur ne publiera pas le livre à moins qu'elle ne revienne sur son diagnostic.
Spiegel révèle posséder des cassettes audio sur lesquelles sont enregistrées des conversations entre le Dr Wilbur et Mason, au sujet d'autres personnalités qu’elle a abordées durant ses précédentes séances. Spiegel estime que ces bandes sont la « preuve irréfutable » prouvant que le Dr Wilbur manipulait sa cliente afin qu'elle se persuade de souffrir de personnalité multiple. Spiegel ne révèle tout cela qu'après le décès de Schreiber, Wilbur, et Mason.
En août 1998, le psychologue Robert Rieber, du John Jay College of Criminal Justice, conteste le diagnostic de Mason, en citant les bandes, et en affirmant qu'elle était plutôt une personne « très influençable et hystérique ». Il affirme que le Dr Wilbur avait manipulé Mason afin de garantir la sortie du roman,. Dans un passage de son ouvrage intitulé Bifurcation of the Self, Mark Lawrence affirme que Rieber a déformé à plusieurs reprises la preuve, et a laissé de côté un certain nombre de faits importants à propos du cas de Mason, afin de faire avancer sa cause contre la validité du diagnostic.
Le Sybil Exposed, de Debbie Nathan, s'appuie sur des documents de Schreiber archivés au John Jay College of Criminal Justice, et d'autres sources primaires. Nathan affirme que le Dr Wilbur, Mason, et Schreiber, ont sciemment fraudés, et décrit la manipulation présumée du Dr Wilbur sur Mason et vice versa, afin que l'affaire puisse créer une « médiatisation » de la mémoire refoulée. Nathan pense que Mason souffrait de problèmes physiques et sensoriels causés par de l'anémie pernicieuse pendant toute sa vie.
Les propos de Nathan et ses méthodes de recherche sont publiquement critiqués par la famille de Mason et par le Dr Patrick Suraci, qui connaissaient personnellement Shirley Mason. Spiegel affirme avoir réalisé des vidéos de lui hypnotisant Mason, prouvant que Wilbur avait « implanté de faux souvenirs » dans son esprit ; lorsque Suraci demande à voir ces vidéos, Spiegel explique les avoir perdues,.
En 2013, la rédactrice Nancy Preston publie After Sybil, un mémoire personnel comprenant des lettres personnelles de Mason lui étant destinées, avec des plaques de couleur de ses peintures. Selon Preston, Mason enseignait l'art à l'Ohio Rio Grande College, dans lequel Preston était une étudiante. Les deux deviennent de proches amies et correspondent pendant quelques jours avant la mort de Mason. Dans ses lettres, Mason confirme avoir souffert de personnalités multiples.